# Antonio Balli
Antonio Balli, detto il giovane e latinizzato come Antonius de Ballis o Ballus (Trapani, XVI secolo – Bisacquino, 23 aprile 1598), è stato un giurista e giudice italiano del Cinquecento, cittadino del Regno di Sicilia.

## Biografia
Nacque a Trapani in data imprecisata, nipote del giurista omonimo (morto a Palermo nel 1591).
Antonio Balli, ottenuto il dottorato in utroque iure, svolse l'incarico di giudice della Magna Curia a Palermo e lavorò inoltre come avvocato fiscale. Venne ricordato per essere stato "chiaro di dottrina, e integrità di costumi" e per la sua opera Variorum tractatuum libri sex (pubblicata postuma dal figlio Giovanni Andrea nel 1606 e ristampata nel 1646), la prima a trattare in modo sistematico il frammentato sistema legislativo penale del Regno di Sicilia. In essa Balli si dichiara contrario all'eccesso dell'uso della tortura a cui ricorrevano molti giudici del tempo.
Morì nel 1598 a Bisacquino e venne sepolto nella chiesa maggiore.
Fu forse un suo parente il Giovanni Battista Balli giudice del foro della Magna Curia nel 1575, 1593 e 1601.

## Opere
- Variorum tractatuum libri sex omnem fere materiam criminalem iudiciorum et torturae complectentes... Cum argumentis, summariis et duplici indice quaestionum et omnium sententiarum per l. Andream authoris filium, Palermo, 1606.
  - (LA) Variorum tractatuum libri sex, Palermo, Giacomo Maringo e Francesco Maringo, 1646.